# Les Rousses
Les Rousses là một xã trong vùng hành chính Franche-Comté, thuộc tỉnh Jura, quận Saint-Claude, tổng Morez. Tọa độ địa lý của xã là 46° 29' vĩ độ bắc, 06° 03' kinh độ đông. Les Rousses nằm trên độ cao trung bình là 1115 mét trên mực nước biển, có điểm thấp nhất là 720 mét và điểm cao nhất là 1302 mét. Xã có diện tích 38.00 km², dân số vào thời điểm 2006 là 3018 người; mật độ dân số là 79 người/km².
Les Rousses là một địa điểm du lịch quan trọng trong vùng.

## Thông tin nhân khẩu
| 1962  | 1968  | 1975  | 1982  | 1990  | 1999  | 2006  |
| ----- | ----- | ----- | ----- | ----- | ----- | ----- |
| 1.731 | 1.755 | 2.061 | 2.331 | 2.840 | 2.927 | 3.018 |

## Địa điểm tham quan
Nhà thờ giáo khu của Les Rousses được xây dựng trong thế kỉ thứ 18. Cũng từ thời gian đấy là nhà thờ Notre-Dame-de-la-Frontière. Pháo đài Rousses (Fort des Rousses) được xây từ năm 1815 là một trong những pháo đài lớn nhất trong nước Pháp.